# Lacoochee, Florida
Lacoochee, Florida (енгл. Lacoochee) насељено је место без административног статуса у америчкој савезној држави Флорида.

## Демографија
По попису из 2010. године број становника је 1.714, што је 369 (27,4%) становника више него 2000. године.
| Група             | 2000.       | 2010.       |
| Белци             | 463 (34,4%) | 687 (40,1%) |
| Афроамериканци    | 326 (24,2%) | 332 (19,4%) |
| Азијати           | 1 (0,1%)    | 2 (0,1%)    |
| Хиспаноамериканци | 505 (37,5%) | 668 (39,0%) |
| Укупно            | 1.345       | 1.714       |